# كولن شيلدز
كولن شيلدز (بالإنجليزية: Colin Shields)‏ هو لاعب هوكي الجليد بريطاني، ولد في 27 يناير 1980 في غلاسكو في المملكة المتحدة.

## وصلات خارجية
- كولن شيلدز على موقع دوري الهوكي الوطني (الإنجليزية)
- كولن شيلدز على موقع EliteProspects.com (الإنجليزية)
- كولن شيلدز على موقع Eurohockey.com (الإنجليزية)
- كولن شيلدز على موقع HockeyDB.com (الإنجليزية)